# Piotr Czaja
Piotr Czaja (* 11. února 1944, Lindenbrück) je bývalý polský fotbalový brankář. Po skončení aktivní kariéry působil jako trenér.

## Fotbalová kariéra
Začínal v týmu Slavia Ruda Śląska. V polské Ekstraklase chytal za GKS Katowice a za Ruch Chorzów. Celkem nastoupil ve 330 ligových utkáních. S Ruchem získal tři mistrovské tituly a jednou vyhrál polský fotbalový pohár. V Poháru mistrů evropských zemí nastoupil v 10 utkáních a v Poháru UEFA nastoupil ve 13 utkáních. Za reprezentaci Polska nastoupil v roce 1970 ve 2 utkáních.

## Ligová bilance
| Ročník                 | Zápasy | Góly | Klub         |
| ---------------------- | ------ | ---- | ------------ |
| 2. polská liga 1964/65 | -      | -    | GKS Katowice |
| Ekstraklasa 1965/66    | 26     | 0    | GKS Katowice |
| Ekstraklasa 1966/67    | 22     | 0    | GKS Katowice |
| Ekstraklasa 1967/68    | 25     | 0    | GKS Katowice |
| Ekstraklasa 1968/69    | 25     | 0    | GKS Katowice |
| Ekstraklasa 1969/70    | 26     | 0    | GKS Katowice |
| Ekstraklasa 1970/71    | 15     | 0    | Ruch Chorzów |
| Ekstraklasa 1971/72    | 22     | 0    | Ruch Chorzów |
| Ekstraklasa 1972/73    | 20     | 0    | Ruch Chorzów |
| Ekstraklasa 1973/74    | 29     | 0    | Ruch Chorzów |
| Ekstraklasa 1977/75    | 30     | 0    | Ruch Chorzów |
| Ekstraklasa 1975/76    | 30     | 0    | Ruch Chorzów |
| Ekstraklasa 1976/77    | 29     | 0    | Ruch Chorzów |
| Ekstraklasa 1977/78    | 28     | 0    | Ruch Chorzów |
| Ekstraklasa 1978/79    | 3      | 0    | Ruch Chorzów |
| CELKEM Ekstraklasa     | 330    | 0    |              |